# Soiuz 33
Soiuz 33 (rus: Союз 33, Unió 33) va ser un vol espacial tripulat de la Unió Soviètica en 1979 a l'estació espacial Saliut 6. Va ser la novena missió a l'estructura orbitadora, però un problema amb el motor va forçar que la missió fos cancel·lada, i la tripulació va haver de tornar a la Terra abans d'acoblar-se amb l'estació. Va ser el primer problema d'un motor Soiuz durant operacions orbitals.
La tripulació era formada per dos membres, el comandant Nikolai Rukavíxnikov i el cosmonauta búlgar Gueorgui Ivanov, van patir una reentrada balística molt pronunciada, però van ser rescatats sans i estalvis. La intenció original de la missió va ser visitar la tripulació en òrbita durant una setmana i proporcionar un vehicle renovat per a la tripulació de l'estació en la tornada a la Terra. El problema de la missió va provocar que la tripulació de la Saliut 6 faltés d'un vehicle de retorn segur, ja que el seu Soiuz tenia el mateix problema en el motor del Soiuz 33. Un vol tripulat posterior va ser cancel·lat i es va enviar una nau vacant amb un motor redissenyat per a ser enviat a la tripulació.

## Tripulació
| Posició                   | Tripulació                                              | Tripulació                                              |
| ------------------------- | ------------------------------------------------------- | ------------------------------------------------------- |
| Comandant                 | Nikolai Rukavíxnikov Tercer vol espacial Unió Soviètica | Nikolai Rukavíxnikov Tercer vol espacial Unió Soviètica |
| Cosmonauta d'investigació | Gueorgui Ivanov Únic vol espacial Bulgària              | Gueorgui Ivanov Únic vol espacial Bulgària              |

### Tripulació de reserva
| Posició                   | Tripulació                               | Tripulació                               |
| ------------------------- | ---------------------------------------- | ---------------------------------------- |
| Comandant                 | Iuri Romanenko Unió Soviètica            | Iuri Romanenko Unió Soviètica            |
| Cosmonauta d'investigació | Aleksandr Panaiótov Aleksàndrov Bulgària | Aleksandr Panaiótov Aleksàndrov Bulgària |

## Paràmetres de la missió
- Massa: 6.860 kg
- Perigeu: 198,6 km
- Apogeu: 279,2 km
- Inclinació: 51,63°
- Període: 88,99 minuts